# Rebecca Ngo Nkot
Rebecca Ngo Nkot est une joueuse de volley-ball camerounaise née le 10 août 1984 à Yaoundé (Mfoundi). Elle mesure 1,85 m et joue attaquante. Elle totalise 75 sélections en équipe du Cameroun.

## Clubs
| Club                 | Pays     | De        | À         |
| -------------------- | -------- | --------- | --------- |
| INJS Yaoundé         | Cameroun | 2001-2002 | 2004-2005 |
| AES Sonel VB         | Cameroun | 2005-2006 | 2005-2006 |
| Melun-La Rochette    | France   | 2006-2007 | 2008-2009 |
| ES Meylan La Tronche | France   | 2009-2010 | ....      |

## Palmarès
- Championnat du Cameroun
  - Vainqueur :  2002, 2003, 2006

- Coupe du Cameroun
  - Finaliste :  2002, 2003, 2004, 2005, 2006

- Coupe de France
  - Finaliste :  2007